# Bergen op Zooms järnvägsstation
Bergen op Zooms järnvägsstation är en järnvägsstation på Zeeuwselinjen (Roosendaal–Vlissingen) i Bergen op Zoom i Noord-Brabant i Nederländerna. Stationen har en regional betydelse och är också knutpunkt för regionens busslinjer vid sidan av stadsbussarna.
Stationsbyggnaden öppnades den 23 december 1863 och 1971 blev den ursprungliga byggnaden utbytt mot en modernare byggnad med mycket glas som arkitekt Cees Douma tecknade. Perrongen med det ursprungliga taket kan nås via en väg till stationshallen väster om järnvägsspåren och en gångtunnel. På östsidan av stationen ligger en parkeringsplats för pendlare.
Under det första halvåret av 2006 stannade fjärrtågen (intercity) på linjen Amsterdam–Vlissingen och lokaltåget Roosendaal-Vlissingen en gång i timmen i båda riktningar. Under morgonen är stationen ändstation för lokaltåget Den Haag–Roosendaal. Detta lokaltåg fortsätter senare som ett intercitytåg till Amsterdam.

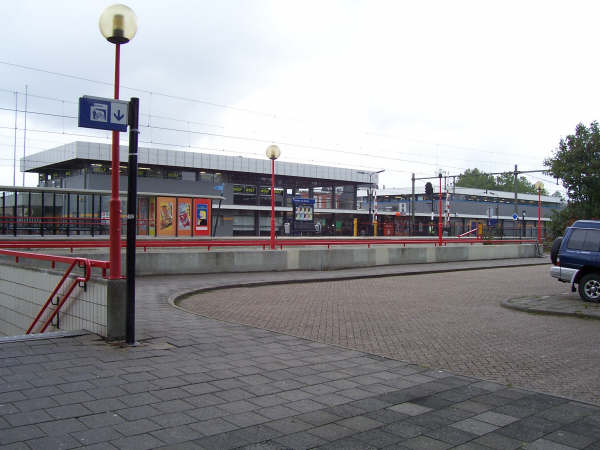
Bergen op Zooms järnvägsstation